# 전시 작전통제권
전시 작전통제권(戰時作戰統制權, 영어: Wartime Operational Control, WT-OPCON)은 전시에 군대를 총괄적으로 지휘하고 통제할 수 있는 권한을 말한다. 일반적으로 각 나라는 평시 때 군대를 총괄적으로 지휘, 통제하는 권한인 평시 작전권(平時作戰統制權)과 전시 작전권을 갖는데, 예외로 현재 대한민국만은 전시 작전권을 한미연합사령부(ROK-US CFC)에 이양하고 있다.
연합군에서 작전통제권을 어느 쪽이 갖느냐는 문제는 매우 민감한 사안인데, 전문가들은 NATO형과 일본형으로 구분하고 있다.

## 나라별

북대서양 조약기구군

### 북대서양 조약기구 회원국
NATO 회원국은 전면전 상황에서 작전권을 나토 산하 유럽 연합군 최고사령부(영어: Supreme Headquaters Allied Power Europe; SHAPE)에 이양한다. 단, 회원국마다 SHAPE 통제하에 두는 병력의 범위는 조금씩 달라서, 과거 서독의 경우 연방군 전 병력의 작전권 90%를 넘겼던 반면 본토가 유럽과 멀리 떨어져 있는 캐나다는 유럽 파견병력의 작전권만을 이양하였다. 유럽 연합군 최고사령관(영어: Supereme Allied Commander Europe; SACEUR)에는 SHAPE 창설부터 현재까지 항상 미군 장성(대장)이 취임하게 되어 있다. 원칙적으로는 SHAPE에 지휘권을 넘기는 병력의 범위는 각 회원국의 재량에 달려 있다. 프랑스, 독일, 이탈리아, 그리고 스페인 등 보유하고 있는 군종과 군용 장비에 따라서 조금씩 차이를 보이고 있다.

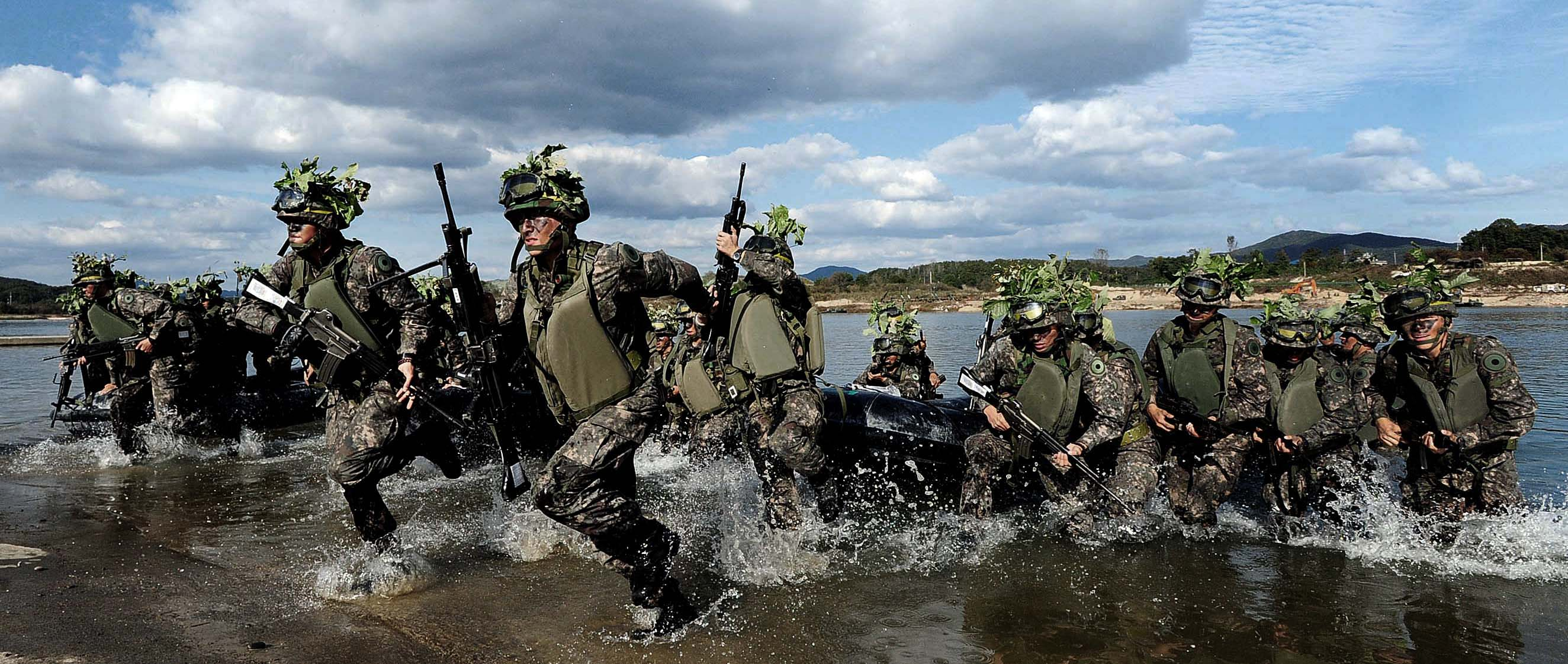
대한민국군

### 대한민국
한국전쟁 이후 한국의 전작권은 유엔군에 이양되었다가, 오늘날 미군에게 다시 이양되었다. 대한민국의 전시작전권 체제는 기본적으로 NATO와 유사하다. 대한민국 국군 중 한미연합작전통제권에 들어있는 부대들의 전시 작전권은 한미연합사령부가, 평시 작전권은 한국 합동참모본부가 갖는다. 평시인 데프콘 4의 경우에는 대한민국 국군이 지휘하며, 데프콘 3부터 1까지는 한미연합사가 지휘권을 갖는다. 한미연합작전통제권에 들어있지 않은 부대로는 육군 제2작전사령부, 특수전사령부, 수도방위사령부와 인근의 2개 사단 포함되어 있다. 즉, 평시작전권 체제에서 한국군은 단독으로 이 부대들에 명령을 내릴 수 있으며, 전시작전권 체제에서는 한국군의 모든 부대가 미군의 지휘하에 놓이게 된다는 것을 의미한다.
2010년 6월 27일 대한민국의 이명박 대통령과 미국의 버락 오바마 대통령은 대한민국 국군의 전시 작전통제권 전환 시기를 2015년 12월로 연기하기로 합의하였다. 단, 전작권 전환 시기 조정에 맞춰 필요한 실무 작업을 진행하도록 양국 국방장관에게 지시하기로 하였다. 재연기는 없는 것으로 하였지만 2014년 10월 23일 미국 워싱턴에서 열린 한미안보협의회(SCM)에서 대한민국과 미국의 국방부 장관은 전작권 전환 시기를 정하지 않고 2020년대 중반에 전환 여부를 검토한다고 합의하여 사실상 무기한 연기하였다. 문재인 정부에서 전시작전권 반환을 적극적으로 시도하였으나, 미국은 전작권 반환에 앞서 지휘 능력에 대한 평가가 필요하다고 설명하였다.

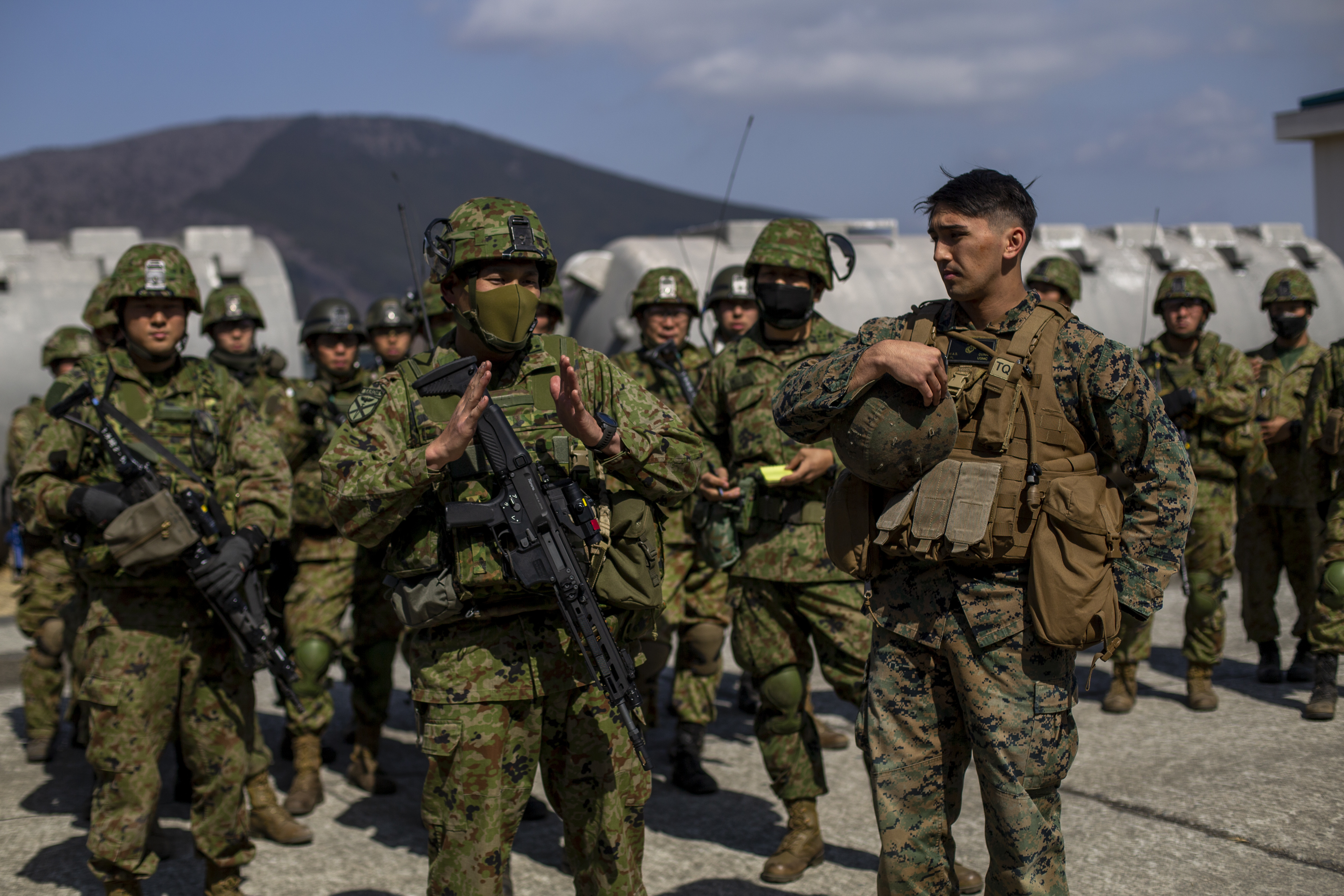
자위대

### 일본
일본은 주일 미군(USFJ)이 주둔하고 있으나, 대한민국과 달리 자위대(JSDF)의 전시 및 평시 작전통제권을 일본 정부가 갖고 있다. 그러므로 주일 미군과 자위대는 서로의 정부의 통제를 받지 않고 독자적으로 작전이 가능하다. 전시작전권을 보유하는 것과는 별개로, 일본 또한 미국과 군사동맹을 맺고 있는 나라이기에, 독자적 작전보다는 미국과 양동 작전을 할 가능성이 높다.

## 같이 보기
- 평시 작전통제권(Peacetime Operational Control, PT-OPCON)
- 대한민국의 전시작전권 전환(WT-OPCON transfer)
- 지위협정
- 지휘통제
- 주한미군지위협정
- 한미 안보협의회의
- 한미연합사령부
- 한미상호방위조약
- 미국 국방부
- 주한 미군
  - 8 군 (미국)
    - 2 보병 사단 (미국)

  - 7 공군
- 주일 미군(USFJ)
  - 7 함대 (미국)
- 대한민국 국군
- 대한민국 국방부